# Ctenolepisma hummelincki
Ctenolepisma hummelincki är en insektsart som beskrevs av Peter Wolfgang Wygodzinsky 1959. Ctenolepisma hummelincki ingår i släktet Ctenolepisma och familjen silverborstsvansar. Inga underarter finns listade i Catalogue of Life.